# Imperio de Ghana
El Imperio de Ghana (200s-1240) estaba localizado en lo que actualmente es el sudeste de Mauritania y la zona occidental de Malí, al sur del Sahara, en el valle medio del río Senegal. Era conocido con el nombre de Wagadu por sus propios ciudadanos soninké, pero los europeos y árabes lo llamaron Imperio de Ghana por el título de su rey, Ghana, que significa rey guerrero. Wagadu significa tierra de rebaños (waga = rebaño, du = tierra).
No se sabe con certeza cuándo comenzó la dinastía gobernante de Ghana entre los historiadores. La primera mención identificable de la dinastía imperial en registros escritos fue realizada por Muḥammad ibn Mūsā al-Khwārizmī en 830. Más información sobre el imperio fue proporcionada por los relatos del erudito cordobés al-Bakri cuando escribió sobre la región en el siglo XI. 
Tras siglos de prosperidad, el imperio comenzó su declive en el segundo milenio, y finalmente se convertiría en un vasallo del naciente Imperio maliense en algún momento del siglo XIII. A pesar de su colapso, la influencia del imperio se deja sentir en el establecimiento de numerosos centros urbanos en todo su antiguo territorio. En 1957, la Colonia británica de la Costa de Oro, bajo el liderazgo de Kwame Nkrumah se denominó Ghana tras su independencia en honor y recuerdo del histórico imperio, aunque sus fronteras geográficas nunca se superpusieron.

## Origen

### Etnia de los fundadores
El reino de Ghana surgió a partir de los relativamente pequeños asentamientos agro-pastorales del siglo IV en la región conocida como Awkar. Entre los años 750 a 800, un pueblo de lengua mandé, conocido como los soninké, unido bajo Majan Dyabe Cisse o Dinga Cisse, el primer rey guerrero, dominó Awkar (aún hoy el apellido Cisse es prominente en la política de Mauritania y Malí). Los soninké fueron entonces los fundadores del Imperio de Ghana que a partir del siglo VIII controló el comercio transahariano. Los Ghanas conquistaron numerosas ciudades y anexaron territorios vecinos. Su apogeo llegó en los siglos IX y X.
Aunque las tradiciones orales hablan sobre todo de los soninké de Wagadu, al parecer, otros soninké formaron otros reinos prestigiosos en la región, como Kaarta, Gajaaga y Gidimaxa. Cada uno de estos reinos era gobernado por el “tunka” o rey, el único que era el “propietario o maestro de la fuerza” o del poder, el “fankama”. Se cree que varios reinos que surgieron en esta parte de África tras los procesos de centralización política desencadenados por los drásticos cambios económicos ocurridos durante el siglo VIII en las regiones del Sahel y el Sahara. Fue la época de la introducción del camello y de la forma de vida árabe en la región y de una revolución comercial basada en los envíos de oro, marfil y sal hacia África del Norte, Medio Oriente y Europa a cambio de variadas mercancías. Al enriquecerse el Imperio de Ghana el comercio transahariano pudo expandirse y ganar el control de importantes rutas comerciales.
Los primeros escritos que mencionan el reino se deben a comerciantes Sanhaja del siglo VIII. Más información proviene de los comerciantes de Al-Ándalus que visitaban el país y de los Almorávides, que invadieron el reino desde el siglo XI. El académico de Córdoba Abu Abdullah al-Bakri coleccionó las historias sobre los viajes a Ghana y dio una detallada descripción del reino en 1067, época en que el ejército imperial tenía 200 mil soldados y 40 mil arqueros. El culto al emperador era obligatorio. Al morir era enterrado en una gran tumba bajo una cúpula y lo sucedía el hijo mayor de su hermana mayor. La religión se centraba en la adoración de Bida, una mítica serpiente del río Níger.

### Tradiciones orales
A finales del siglo XIX, cuando las fuerzas francesas ocuparon la región en la que se encontraba la antigua Ghana, los funcionarios coloniales empezaron a recopilar relatos tradicionales, incluidos algunos manuscritos escritos en árabe algo antes en el siglo. Se registraron y publicaron varias de estas tradiciones. Aunque existen variantes, estas tradiciones denominaban Wagadu, o "lugar de los Wague", término corriente en el siglo XIX para referirse a la nobleza local, a la entidad política más antigua que conocían. Las tradiciones describían el reino como fundado por un hombre llamado Dinga, venido "del este" (por ejemplo, Asuán, Egipto), tras lo cual emigró a diversas localidades del oeste de Sudán, dejando en cada lugar hijos de diferentes esposas. Para alcanzar el poder en su última ubicación tuvo que matar a un duende, y luego casarse con sus hijas, que se convirtieron en los antepasados de los clanes dominantes en la región en el momento del registro de la religión. A la muerte de Dinga, sus dos hijos Khine y Dyabe se disputaron el reinado, y Dyabe salió victorioso, fundando el reino.
Funcionarios coloniales franceses, en particular Maurice Delafosse, cuyas obras sobre la historia de África Occidentaln han sido criticadas por estudiosos como Charles Monteil, Robert Cornevin y otros por ser "inaceptables" y "demasiado creativas para ser útiles a los historiadores" en relación con su falsificación de las genealogías de África Occidental, concluyó erróneamente que Ghana había sido fundada por los bereberes, un grupo nómada originario del río Benue y los relacionó con orígenes norteafricanos y de Oriente Próximo. Mientras Delafosse elaboraba una enrevesada teoría sobre la invasión de los "judeo-sirios", a los que vinculaba fortuitamente con los fulbe (que en realidad fueron cofundadores de la civilización takrur), otros tomaron al pie de la letra los falsos relatos y se limitaron a aceptar que los extranjeros habían gobernado primero. Raymond Mauny, resumiendo la arqueología temprana, varias tradiciones y los materiales árabes en 1961, concluyó apresuradamente que el comercio exterior fue vital para la fundación del imperio.
Trabajos más recientes, por ejemplo de Nehemiah Levtzion, en su obra clásica publicada en 1973, trataron de armonizar la arqueología, las fuentes geográficas descriptivas escritas entre 830 y 1400 d. C., las tradiciones más antiguas de los tarijs, de los siglos XVI y XVII y, por último, las tradiciones recogidas por los administradores franceses. Levtzion llegó a la conclusión de que los acontecimientos locales, estimulados por el comercio procedente del norte de África, fueron cruciales en el desarrollo del estado, y tendió a favorecer las tradiciones recopiladas más recientemente sobre las otras tradiciones en la compilación de su trabajo. Aunque no se han estudiado mucho más ni las tradiciones ni los documentos, los arqueólogos han aportado matices considerables. Christopher Ehret observa que la fecha de fundación propuesta de c. 100 - 300 d. C. se ajusta muy bien a lo que se sabe sobre el control del Estado Wagadu del comercio transahariano de oro y su escala temporal.

## La capital Kumbi Saleh
La capital fue construida en Kumbi Saleh al borde del Sahara. La mayoría de las casas eran de madera y barro pero la clase alta vivía en casas de piedra y madera. En la práctica había dos ciudades separadas por unos 10 kilómetros densamente poblados por los comerciantes. La organización de la capital fue descrita por Al-Bakri basándose en los relatos que recogió de viajeros y mercaderes. Escribe que "Ghana consta de dos ciudades situadas en una llanura
La sección mayor se llamaba El-Ghaba y estaba protegida por una muralla de piedra dentro de la cual estaba el centro político y religioso. Allí se encontraban el palacio imperial y los bosques de árboles sagrados usados en los rituales religiosos de los soninké. Se construyó luego una mezquita para los funcionarios musulmanes.
La ciudad habitada por el rey está a seis millas y se llama El Ghaba "el bosque, la arboleda". El terreno entre ambos está cubierto de viviendas. Los edificios son de piedra y madera de acacia. La residencia del rey consta de un castillo y varias cabañas con tejados redondeados, rodeadas por una cerca en forma de muralla.
La otra sección de la ciudad era la comercial, poblada por numerosos comerciantes árabes y bereberes que construyeron una docena de mezquitas. Los Ghanas toleraron la difusión del islam aunque nunca se convirtieron, como sí ocurrió con los gobernantes de Takrur en lo que hoy es Senegal.

La ciudad del rey está rodeada de cabañas, grupos de árboles y matorrales, que sirven de morada a los magos de la nación encargados del culto religioso; es aquí donde han colocado sus ídolos y las tumbas de sus soberanos. Los hombres que custodian estos bosques impiden que nadie entre o se entere de lo que allí ocurre. También es aquí donde se encuentran las prisiones del rey.

}.
El yacimiento arqueológico de Koumbi Saleh fue descubierto en 1914 por Bonnel de Mezières. Fue excavado en 1939 por Thomassey, Mauny y Lazartigues, y de nuevo en 1960 por Serge Robert y Sophie Berthier. Fue incluido en la Unesco lista provisional en 2001.

## Decadencia y conquista

Estados formados tras la descomposición del imperio de Ghana.

Hacia el 1059, el crecimiento de la población chocó con la expansión del desierto hacia el sur, con lo que las importaciones de alimentos crecieron. El creciente poder de los almorávides les permitió atacar Ghana en 1062, acaudillados por el general Abu Bakr ibn Umar, que sitió la capital en 1067. El reino resistió más de diez años gobernado por Ghana Bassi y su sucesor Ghana Tunka Menin, con un ejército de doscientos mil hombres. Finalmente, en 1076, Abu Bakr ibn Umar conquistó la capital y forzó a sus habitantes a convertirse al islam. La dominación almorávide, empero, no sobrevivió a la muerte de Abu Bakr en 1087. Los soninké retomaron el control de la región, pero con su poder debilitado.
En 1140, el pueblo sosso del reino Kaniaga, radicalmente antimusulmán, conquistó gran parte del antiguo imperio. Diara Kante se apoderó de Kumbi Saleh en 1180 y estableció la dinastía Diarisso. Su hijo Soumaoro Kante lo sucedió en 1203 y obligó al pueblo a pagarle tributos.
En 1230, Maghan Sundiata, el príncipe de la región de Kangaba, al suroeste del actual Malí, encabezó una rebelión en favor del emperador mandé de Malí, Sundiata Keïta, contra el gobierno sosso. Ghana Soumaba Cisse, vasallo de Sosso. Después de la derrota de Soumaoro en la batalla de Kirina en 1235, el nuevo gobierno en Kumbi Saleh se declaró aliado del Imperio de Malí, al que pasó a pertenecer a partir de 1240.

## Economía
La mayor parte de la información sobre la economía de Ghana procede de al-Bakri. Al-Bakri señaló que los mercaderes tenían que pagar un impuesto de un dinar de oro por las importaciones de sal, y dos por las exportaciones de sal. Otros productos tenían tasas fijas; al-Bakri mencionó tanto el cobre como "otras mercancías". Las importaciones probablemente incluían productos como textiles, ornamentos y otros materiales. Muchos de los artículos de cuero hechos a mano que se encuentran en el antiguo Marruecos también tenían su origen en el imperio. Ibn Hawqal cita el uso de un cheque por valor de 42.000 dinares.
El principal centro de comercio era Koumbi Saleh. El rey reclamaba como suyas todas las pepitas de oro, y permitía que los demás sólo tuvieran "polvo de oro". Además de la influencia ejercida por el rey en las regiones locales, se recibían tributos de varios estados tributarios y jefaturas de la periferia del imperio. La introducción del camello también desempeñó un papel clave en el éxito soninké, ya que permitió transportar productos y mercancías de forma mucho más eficiente a través del Sáhara. Todos estos factores contribuyeron a que el imperio se mantuviera poderoso durante algún tiempo, proporcionando una economía rica y estable que duraría varios siglos. El imperio también era conocido por ser un importante centro educativo. Ghana se enriqueció gracias al comercio transahariano con oro, hierro, sal y esclavos.

## Justicia
Según Al-Boukri, la corte real estaba situada en el distrito animista de Koumbi Saleh, donde residía el rey. Las prisiones del rey se encontraban en los bosques del mismo distrito. Afirma que "tan pronto como un hombre es encarcelado allí, ya no se vuelve a saber de él".
Sin embargo, según Al-Boukri, el rey concedía regularmente audiencias al pueblo para escuchar sus quejas y ponerles remedio. Para ello, dice Al-Boukri, 
se sienta en un pabellón alrededor del cual se alinean diez caballos cubiertos con capas de oro; detrás de él hay diez pajes que llevan escudos y espadas montados en oro; a su derecha están los hijos de los príncipes de su imperio, vestidos con magníficas ropas y con el pelo trenzado y entrelazado con oro. El gobernador de la ciudad se sienta en el suelo ante el rey, y a su alrededor se sitúan los visires en la misma posición. La puerta del pabellón está custodiada por perros de excelente raza, que casi nunca abandonan el lugar donde se encuentra el rey; llevan collares de oro y plata, adornados con cascabeles de los mismos metales. La apertura de la sesión real se anuncia con el sonido de una especie de tambor, al que llaman "deba", y que está formado por un largo trozo de madera ahuecado. Al sonido de este instrumento el pueblo se reúne".
La justicia se administraba regularmente mediante la Prueba del agua. Así, Al-Bukri escribe que "el hombre que niega una deuda, que es acusado de asesinato o de cualquier otro crimen, es llevado ante el preboste, quien toma un trozo muy fino de una especie de madera, cuyo sabor es acre y amargo; lo infunde en tanta agua como le plazca, y obliga al acusado a beberlo. Si el estómago del hombre rechaza el brebaje, se reconoce que la acusación es infundada; si, por el contrario, el licor permanece allí, el reo es considerado culpable".

## Gobernantes

### Reyes de Awkar
- Kaya Maja o Kaya Maghan: 350 d. C.
- 21 reyes: 350 d. C.-622 d. C.
- 21 reyes: 622 d. C.-750 d. C.

### Ghanas de Wagadou
- Majan Dyabe Cisse o Dinga Cisse: 750 aprox.
- Ghanas no conocidos: aprox. 750-1040
- Bassi: 1040-1062
- Tunka Menin: 1062-1076

### Ocupación almorávide
- General Abu-Bakr Ibn-Umar: 1076-1087

### Ghanas de Wagadou
- Kambine Diaresso: 1087-1090s
- Suleiman: 1090s-1100s
- Bannu Bubu: 1100s-1120s
- Majan Wagadou: 1120s-1130s
- Gane: 1130s-1140s
- Musa: 1140s-1160s
- Birama: 1160s-1180s

### Ocupación kaniaga
- Diara Kante: 1180s-1202
- Soumaba Cisse vasallo de Soumaoro: 1203-1235

### Alianza con Malí
- Soumaba Cisse como aliado Sundjata Keita: 1235-1240

## Ghana actual
La Ghana contemporánea nombrada en honor al antiguo Imperio no estaba en su territorio. Según las leyendas tradicionales, los sobrevivientes del Imperio migraron hasta la actual Ghana, cuyos pobladores conocían como comerciantes de oro.